# Red (The Communards)
Red è il secondo ed'ultimo album del duo musicale britannico The Communards, pubblicato dall'etichetta discografica London (e dalla MCA negli USA) nell'ottobre 1987.
Dal disco sono stati tratti quattro singoli, fra i quali Never Can Say Goodbye, cover di un brano di successo degli anni '70.

## Tracce

### Lato A
1. Tomorrow
2. There's More to Love Than Boy Meets Girl
3. Matter of Opinion
4. Victims
5. For a Friend

### Lato B
1. Never Can Say Goodbye
2. Lovers and Friends
3. Hold on Tight
4. If I Could Tell You
5. C Minor